# Chã de Norte (Porto Novo)
Chã de Norte es una localidad caboverdiana del municipio de Porto Novo.

## Geografía
La localidad está situada en la isla de Santo Antão.

## Organización territorial
La localidad abarca los lugares y barrios de:
- Bordeira
- Chã (Lombinho)